# 日本戰爭列表
本條目為日本自古以來對外或內部的戰事列表。表中左方一切戰事名稱以日方說法為準，右方時間則為戰事進行時間（內戰）或日方參戰時間（對外戰爭），每一合戰名詞下方為該戰役簡介。

## 繩紋時代（西元前16000－5000）
- 高砂貝塚集團間戰鬥 (西元前?) 出土受損嚴重的遺骨。

## 彌生時代（西元前1000－300）
- 青谷上寺地遺址的大屠殺（西元前4世紀-2世紀）
- 鶴見川流域的激烈戰亂（西元前4世紀-1世紀）
- 倭國大亂（西元前2世紀後期）
- 邪馬台國與狗奴國的戰爭（西元前2世紀後期）

## 古墳時代（250－538）
- 三韓征伐（4世紀?）
- 高句麗与倭的战争(4-5世紀)
- 吉備氏之亂（463年）
- 磐井之亂（527年－528年）
- 武藏國造之亂（534年）

## 飛鳥時代（538－710）
- 任那日本府被新罗攻陷（562年）
- 丁未之亂（587年）
- 任那收復戰爭（600年）- 失敗。
- 乙巳之變（645年）
- 百濟復興戰爭（661-663）
  - 白江口之戰（663年）- 倭軍3萬餘人遭唐軍1萬2千人大敗，百濟徹底滅亡，倭國長年以來在朝鮮半島南部累積的勢力被完全瓦解。
- 壬申之亂（672年）

## 奈良時代（710－794）
- 隼人之亂（720年－721年）
- 藤原廣嗣之亂（740年）
- 道鏡之亂
- 藤原仲麻呂之亂（764年）
- 征夷三十八年战争（774年 - 811年）
  - 寶龜之亂（780年）
  - 巢伏之戰（789年）

## 平安時代（794－1190）
- 蝦夷征討（日语：日本の古代東北経営#第二期）（780年－811年）
- 弘仁韓寇（813年－）
- 弘仁新羅之亂（820年－）
- 貞觀韓寇（869年－）
- 元慶之亂（日语：元慶の乱）（878年）
- 寛平・延喜東國之亂（日语：寛平・延喜東国の乱）（889年）
- 寛平韓寇（893年－）
- 承平天慶之亂（936年－941年）
- 天慶出羽俘囚之亂（日语：天慶の出羽俘囚の乱）（939年）
- 藤原是助之亂（日语：藤原是助の乱）（947年）
- 長德入寇（997年－）
- 刀伊入寇（1019年）
- 平忠常之亂（日语：平忠常の乱）]（1028年－1030年）
- 前九年之役（1051年－1062年）
  - 黄海之戰（日语：黄海の戦い）（1057年）
- 延久蝦夷合戰（日语：延久蝦夷合戦）（1070年）
- 後三年之役（1083年－1087年）
- 源義親之亂（日语：源義親の乱）（1107年－1108年）
- 保元之亂（1156年）
- 平治之亂（1159年）
- ツホカミ山之戰（日语：ツホカミ山の戦い）（1179年）
- 源平合戰（1180年－1185年）
  - 以仁王舉兵（1180年）
  - 石橋山之戰（1180年）
  - 波志田山合戰（日语：波志田山合戦）（1180年）
  - 衣笠城合戰（日语：衣笠城合戦）（1180年）
  - 鎮西反亂（日语：鎮西反乱）（1180年）
  - 熊野動亂（日语：熊野動乱）（1180年）
  - 市原合戰（日语：市原合戦）（1180年）
  - 結城浜之戰（日语：結城浜の戦い）（1180年）
  - 鉢田之戰（日语：鉢田の戦い）（1180年）
  - 富士川之戰（1180年）
  - 金砂城之戰（日语：金砂城の戦い）（1180年）
  - 美濃源氏舉兵（日语：美濃源氏の挙兵）（1180年）
  - 近江攻防（日语：近江攻防）（1180年）
  - 伊予河野氏蜂起（日语：伊予河野氏の蜂起）（1180年）
  - 南都燒討（1180年）
  - 墨俁川之戰（1181年）
  - 横田河原之戰（日语：横田河原の戦い）（1181年）
  - 養和北陸出兵（日语：養和の北陸出兵）（1181年－1183年）
  - 野木宮合戰（日语：野木宮合戦）（1183年）
  - 火打城之戰（日语：火打城の戦い）（1183年）
  - 般若野之戰（日语：般若野の戦い (平安時代)）（1183年）
  - 俱利伽羅峠之戰（1183年）
  - 志保山之戰（日语：志保山の戦い）（1183年）
  - 篠原之戰（日语：篠原の戦い）（1183年）
  - 水島之戰（1183年）
  - 福隆寺縄手之戰（日语：福隆寺縄手の戦い）（1183年）
  - 室山之戰（日语：室山の戦い）（1183年）
  - 法住寺合戰（1183年）
  - 宇治川之戰（1184年）
  - 粟津之戰（1184年）
  - 三草山之戰（日语：三草山の戦い）（1184年）
  - 一之谷之戰（1184年）
  - 三日平氏之亂（日语：三日平氏の乱 (平安時代)）（1184年）
  - 藤戶之戰（日语：藤戸の戦い）（1185年）
  - 葦屋浦之戰（日语：葦屋浦の戦い）（1185年）
  - 屋島之戰（1185年）
  - 志度合戰（日语：志度合戦）（1185年）
  - 壇之浦之戰（1185年）
- 河原津合戰（日语：太田城 (摂津国)#河原津の合戦）（1185年）
- 河尻之戰（日语：河尻の戦い）（1185年）
- 衣川之戰（日语：衣川の戦い）（1189年）
- 奧州合戰（1189年）
  - 石那坂之戰（日语：石那坂の戦い）（1189年）
  - 阿津賀志山之戰（日语：阿津賀志山の戦い）（1189年）

## 鎌倉時代（1190－1333）
- 大河兼任之亂（日语：大河兼任の乱）（1190年）
- 梶原景時之變（1199年）
- 建仁之亂（日语：建仁の乱）（1201年）
- 比企能員之變（日语：比企能員の変）（1203年）
- 畠山重忠之亂（日语：畠山重忠の乱）（1205年）
- 泉親衡之亂（日语：泉親衡の乱）（1213年）
- 和田合戰（1213年）
- 承久之亂（1221年）
- 寶治合戰（1247年）
- 二月騷動（1272年）
- 文永·弘安之役（1274－1281年）
  - 文永之役（1274年）
  - 弘安之役（1281年）- 蒙古帝國兩次對日本進攻的戰役。文永之役中蒙古軍因補給線問題決定撤退，歸途遭遇颱風。弘安之役中鎌倉幕府將九州沿岸高度設防，使蒙古軍難以登陸，決定撤軍時再次遇到颱風。
- 霜月骚动（1285年）
- 平禪門之亂（1293年）
- 正中之變（1324年）
- 安藤氏之亂（日语：安藤氏の乱）（1326年－1328年）
- 元弘之亂（1331年－1333年）
  - 笠置山之戰（1331年）
  - 赤坂城之戰（1331年）
  - 瀬川合戰（日语：瀬川合戦）（1333年）
  - 千早城之戰（1333年）
  - 船上山之戰（1333年）
  - 六波羅探題之戰（日语：元弘の乱#六波羅攻略）（1333年）
  - 小手指原之戰（日语：小手指原の戦い）（1333年）
  - 久米川之戰（日语：久米川の戦い）（1333年）
  - 分倍河原之戰 (鎌倉時代)（1333年）
  - 關戸之戰（日语：関戸の戦い）（1333年）
  - 鎌倉之戰（日语：鎌倉の戦い）（元弘之亂）（1333年）
  - 東勝寺合戰（1333年）
  - 鎮西探題之戰（日语：鎮西探題）（1333年）

## 南北朝時代（1333－1392）
- 中先代之亂（1335年）
- 延元之亂（1335年－1336年）
  - 矢作川之戰（日语：矢作川の戦い）（1335年）
  - 手越河原之戰（日语：手越河原の戦い）（1335年）
  - 箱根竹之下之戰（1335年）
  - 千田莊合戰（1335年）
  - 豐島河原合戰（日语：豊島河原合戦）（1336年）
  - 多多良濱之戰（1336年）
  - 湊川之戰（1336年）
- 金崎之戰(南北朝時代)（日语：金ヶ崎の戦い (南北朝時代)）（1337年）
- 青野原之戰（日语：青野原の戦い）（1338年）
- 石津之戰（1338年）
- 藤島之戰（日语：藤島の戦い）（1338年）
- 常陸合戰(南北朝時代)（日语：常陸合戦 (南北朝時代)）（1338年－1343年）
- 四條畷之戰（1348年）
- 觀應擾亂（1350年－1352年）
  - 光明寺合戰（日语：光明寺城 (播磨国)）（1351年）
  - 打出浜之戰（日语：打出浜の戦い）（1351年）
  - 薩埵峠之戰(南北朝時代)（日语：薩埵峠の戦い (南北朝時代)）（1351年）
- 八幡之戰（日语：八幡の戦い）（1352年）
- 武蔵野合戰（日语：武蔵野合戦）（1352年）
  - 小手指原之戰（日语：小手指原の戦い）（1352年）
  - 笛吹峠之戰（日语：笛吹峠 (埼玉県)）（1352年）
- 神南之戰（日语：神南の戦い）（1355年）
- 筑後川之戰（日语：筑後川の戦い）（1359年）
- 武蔵平一揆（日语：武蔵平一揆）（1368年）

## 室町時代（1336－1573）
- 明德之亂（1391年）
- 應永之亂（1399年）
- 大塔合戰（日语：大塔合戦）（1400年）
- 飛騨之亂（日语：飛騨の乱）（1411年）
- 上杉禪秀之亂（日语：上杉禅秀の乱）（1416年）
- 上總本一揆（日语：上総本一揆）（1418年）
- 應永外寇（1419年）
- 大和永享之亂（日语：大和永享の乱）（1429年）
- 永享之亂（1437年）
- 結城合戰（1440年）
- 嘉吉之亂（1441年）
- 享德之亂（1454年－1482年）
  - 長尾景春之亂（1476年－1480年）
    - 江古田・沼袋原之戰（日语：江古田・沼袋原の戦い）（1477年）

  - 境根原合戰（日语：境根原合戦）（1478年）
- 第一次筒井城之戰（日语：筒井城#第一次筒井城の戦い）（1455年）
- 第一次足利城之戰（日语：足利城）（1455年）
- コシャマイン之戰（日语：コシャマインの戦い）（1457年）
- 長祿合戰（日语：長禄合戦）（1458年－1459年）
- 第二次筒井城之戰（日语：筒井城#第二次筒井城の戦い）（1466年）
- 應仁之亂（1467年－1477年）

发生于室町幕府第8代将军足利义政在任时的一次内乱，由将军之位的继承纷争引起。参战的双方是以细川胜元为首的东军与以山名宗全为首的西军，战火遍及日本大部分国土。此一动乱后，幕府和守护的力量减弱，日本进入群雄并起的战国时代。
- 第三次筒井城之戰（日语：筒井城#第三次筒井城の戦い）（1477年）
- 第一次毛利次郎之亂（日语：毛利次郎の乱#第一次毛利次郎の乱）（1479年－1480年）
- 河内十七箇所之戰（1483年）
- 山城國一揆（1485年）
- 長享之亂（日语：長享の乱）（1487年－1505年）

## 戰國時代（1467－1568）
- 山入一揆（1407年－1504年）
- 加賀一向一揆（1473年－1580年）
- 第四次筒井城之戰（1483年）
- 山城國一揆（1485年－1493年）
- 長享・延德之亂（1487年－1491年）
- 第二次毛利次郎之亂（1487年－1489年）
- 敦賀城之戰（1503年）
- 第一次淀古城之戰（1504年）
- 立河原之戰（1504年）
- 九頭龍川之戰（1506年）
- 坊峰合戰（1508年）
- 如意嶽之戰（1509年）
- 三浦之亂　（1510年）
- 深井之戰（1511年）
- 蘆屋河原之戰（1511年）
- 船岡山之戰（1511年）
- 第五次筒井城之戰（1516年）
- 有田中井手之戰（1517年）
- 越水城之戰（1519年－1520年）
- 行人台之戰（1521年）
- 寧波之亂（1523年）
- 鏡山城之戰（1523年）
- 高輪原之戰（1524年）
- 筑前一揆（1525年）
- 六浦攻撃（1526年）
- 桂川原之戰（1527年）
- 田手畷之戰（1530年）
- 依藤城之戰（1530年）
- 享祿錯亂（1531年）
- 中嶋之戰（1531年）
- 大物崩（1531年）
- 飯盛城之戰（1532年）
- 山科本願寺之戰（1532年）
- 稻村之變（1533年）
- 天文内亂（1533年）
- 花倉之亂（1536年）
- 法華一揆（1536年）
- 第一次河東之亂（日语：河東の乱#第一次河東一乱）（1536年）
- 第一次國府台之戰（1538年）
- 第一次枝吉城之戰（日语：枝吉城#第一次枝吉城の戦い）（1539年）
- 安城合戰（日语：安城合戦）（1540年－1549年）
- 吉田郡山城之戰（1540年－1541年）
- 佐東銀山城之戰（日语：佐東銀山城の戦い）（1541年）
- 一庫城之戰（日语：山下城 (摂津国)#一庫城の戦い）（1541年）
- 第一次月山富田城之戰（1542年－1543年）
- 太平寺之戰（日语：太平寺の戦い）（1542年）
- 天文之亂（1542年－1548年）
- 桑原城之戰（1542年）
- 第一次小豆坂之戰（1542年）
- 宮川之戰（1542年）
- 神邊合戰（日语：神辺合戦）（1543年－1549年）
- 布野崩（日语：布野崩れ）（1544年）
- 加納口之戰（1544年）
- 高遠合戰（1544年－1545年）
- 第二次河東之亂（日语：河東の乱#第二次河東一乱）（1545年）
- 河越城之戰（1546年）
- 橋津川之戰（日语：橋津川の戦い）（1546年）
- 小田井原之戰（1547年）
- 舍利寺之戰（日语：舍利寺の戦い）（1547年）
- 第二次小豆坂之戰（1548年）
- 上田原之戰（1548年）
- 鹽尻峠之戰（1548年）
- 江口之戰（日语：江口の戦い）（1549年）
- 砥石崩（1550年）
- 大寧寺之變（1551年）
- 赤塚之戰（1552年）
- 第一次川中島之戰（1553年）
- 黑井城攻城戰（日语：黒井城#黒井城の乗っ取り戦）（1554年）
- 三本松城之戰（日语：三本松城の戦い）（1554年）
- 村木砦之戰（1554年）
- 折敷畑之戰（1554年）
- 第二次枝吉城之戰（日语：枝吉城#第二次枝吉城の戦い）（1554年－1555年）
- 第二次川中島之戰（1555年）
- 嚴島之戰（1555年）

毛利氏稱霸中國地方的關鍵戰役。由於盟友大內氏內鬨，毛利元就與叛變成功的陶晴賢決裂，並於安藝外海的嚴島展開決戰。因為事前萬全的準備，毛利軍掌握海軍和地形上的優勢，在暴風雨中大敗大內軍，迫使陶晴賢自殺而亡。戰後不久大內氏滅亡，毛利氏取得中國地方主導地位。
- 防長經略（1555年－1557年）
- 長良川之戰（1556年）
- 忍原崩（1556年）
- 稻生之戰（1556年）
- 第三次川中島之戰（1557年）
- 石瀨川之戰（日语：石ヶ瀬川の戦い）（1558年）
- 浮野之戰（1558年）
- 門司城之戰（日语：門司城の戦い）（1558年－1562年）
- 合勢川之戰（日语：合勢川の戦い）（1559年）
- 獺野原之戰（日语：獺野原の戦い）（1559年）
- 降露坂之戰（日语：降露坂の戦い）（1559年）
- 桶狭間之戰（1560年）

織田信長崛起的關鍵戰役。東海地方的霸主今川義元為解決與織田氏的爭端，率領大軍直撲那古野城。正當今川大軍前線逐漸取得重大成果時，織田信長率領主力突襲今川本陣。由於今川軍鬆懈，今川本陣遭到毀滅性的打擊，今川義元被殺死，今川軍被迫撤退。此戰之後今川氏一蹶不振而終趨滅亡，織田氏與德川氏則得到進一步發展。
- 長濱之戰（1560年）

長宗我部國親與本山茂辰之間的戰鬥。此戰為長宗我部元親的初陣，原本被家臣暗地嘲笑是「姬若子」的男人，在此戰中的奮戰表現讓家臣們在此戰後改稱他為「鬼若子」。此戰2日前正是桶狹間之戰的發生時間。
- 野良田合戰（1560年）
- 小田原城之戰（日语：小田原城の戦い (1560年)）（1560年－1561年）
- 善明堤之戰（日语：善明堤の戦い）（1561年）
- 第四次川中島之戰（1561年）
- 藤波畷之戰（日语：藤波畷の戦い）（1561年）
- 川上峽合戰（日语：川上峡合戦）（1561年）
- 將軍地藏山之戰（日语：将軍山城#将軍地蔵山の戦い）（1561年）
- 久米田之戰（1562年）
- 教興寺之戰（1562年）
- 湯所口之戰（日语：湯所口の戦い）（1563年）
- 白鹿城之戰（日语：白鹿城の戦い）（1563年）
- 三河一向一揆（1563年）
- 弓濱合戰（日语：弓浜合戦）（1564年）
- 第二次國府台之戰（1564年）
- 山王堂之戰（日语：山王堂の戦い）（1564年）
- 第五次川中島之戰（1564年）
- 永祿之變（1565年）
- 第六次筒井城之戰（日语：筒井城の戦い#第六次筒井城の戦い）（1565年）
- 中濃攻略戰（日语：中濃攻略戦）（1565年－1566年）
  - 堂洞合戰（1565年）
  - 關・加治田合戰（日语：関・加治田合戦）（1565年）
- 第二次月山富田城之戰（1565年－1566年）
- 瀧山城之戰（日语：滝山城_(摂津国)#滝山城の戦い）（1566年）
- 第七次筒井城之戰（日语：筒井城の戦い#第七次筒井城の戦い）（1566年）
- 東大寺大佛殿之戰（日语：東大寺大仏殿の戦い）（1567年）
- 明善寺合戰（日语：明善寺合戦）（1567年）
- 休松之戰（日语：休松の戦い）（1567年）
- 稻葉山城之戰（1567年）
- 三船山合戰（1567年）
- 毛利氏出兵伊予（日语：毛利氏の伊予出兵）（1567年－1568年）

## 安土桃山時代（1568－1603）
- 本庄繁長之亂（1568年－1569年）
- 觀音寺城之戰（1568年）
- 勝龍寺城之戰（日语：勝竜寺城#勝龍寺城の戦い）（1568年）
- 第八次筒井城之戰（日语：筒井城の戦い#第八次筒井城の戦い）（1568年）
- 駿河侵攻（1568年－1570年）

桶狹間之戰後，今川氏盟友武田氏與從今川氏獨立的松平氏協議以大井川為界共同瓜分今川氏領地(大井川會盟)，至此名門今川氏滅亡。由於此次戰役武田氏另外找上後北條氏支援，武田氏又進行了幾次戰役才完全掌控駿河國。
- 本圀寺之變（1569年）
- 青山・土器山之戰（日语：青山・土器山の戦い）（1569年）
- 多多良濱之戰 (戰國時代)（日语：多々良浜の戦い (戦国時代)）（1569年）
- 八流之戰（1569年）

土佐國的長宗我部元親與安藝國虎長期累怨，兩家在此戰中分出勝負。
- 尼子再興軍之雲州侵攻（日语：尼子再興軍の雲州侵攻）（1569年）
- 尼子再興軍 (月山富田城之戰)（1569年）
- 尼子再興軍之雲州侵攻（日语：尼子再興軍の雲州侵攻）（1569年）
- 原手合戰（日语：原手合戦）（1569年）
- 大河內城之戰（1569年）
- 美保關合戰（日语：美保関の合戦）（1569年）
- 大內輝弘之亂（日语：大内輝弘の乱）（1569年）
- 三增峠之戰（1569年）
- 松倉城之戰（日语：松倉城の戦い）（1569年－1573年）
- 今山之戰（1570年）

大友宗麟欲討伐勢力逐漸壯大的龍造寺隆信，派遣弟弟大友親貞攻打佐嘉城（佐賀城），親貞卻遭到龍造寺家臣鍋島直茂奇襲而戰死，此戰後龍造寺和大友講和，龍造寺趁勢整頓領地，後成為九州三強之一。
- 布部山之戰（1570年）
- 金崎之戰（1570年）

織田氏入侵越前朝倉氏，戰事途中盟友近江淺井氏由於和朝倉氏長年以來的盟約決定撕毀和織田氏的盟約，織田信長被迫撤退。此戰的撤退戰因其困難度而歷史著名，也是豐臣秀吉的經典戰役之一。
- 野洲河原之戰（1570年）
- 姊川之戰（1570年）

織田‧德川聯軍與淺井‧朝倉聯軍決戰。戰事之初在淺井軍的猛攻下織田軍遭到沖散，但由於德川軍奮戰不懈以及沖散的織田軍重整陣型，織田‧德川聯軍逐漸逆轉局勢、最後取勝。此戰結果穩固了織田信長在近畿地方的主導地位，並導致淺井和朝倉兩家步入衰退滅亡的命運。
- 野田城、福島城之戰（1570年）
- 長島一向一揆（1570年－1574年）
- 志賀之陣（1570年）
  - 宇佐山城之戰（日语：宇佐山城#宇佐山城の戦い）（1570年）
- 石山合戰（1570－1580年）
- 平塚原之戰（日语：平塚原の戦い）（1570年）
- 辰市城之戰（1571年）
- 白井河原之戰（1571年）
- 火燒比叡山事件（1571年）
- 木崎原之戰（日语：木崎原の戦い）（1572年）
- 尻垂坂之戰（日语：尻垂坂の戦い）（1572年）
- 西上作戰（日语：西上作戦）（1572年－1573年）

將軍足利義昭組織第二次信長包圍網、此次包圍網中勢力最強大的武田信玄響應義昭邀請上洛的一系列戰事。
- - 一言坂之戰（日语：一言坂の戦い）（1572年）
  - 二俣城之戰（1572年）
  - 三方原之戰（1573年）

西上作戰中最著名的一場戰役。武田信玄在上洛途中無視織田盟友德川家康籠城往織田領直進、德川家康被迫出城決戰。以野戰聞名的德川家康在此戰對武田軍毫無招架之力。
- - 野田城之戰（1573年）

武田家與德川家於三方原之戰後的戰事，亦是武田信玄人生中最後一戰。戰後武田信玄病情惡化，被迫折返回國，在歸途中病逝。
- 石山城・今堅田城之戰（日语：石山城・今堅田城の戦い）（1573年）
- 槙島城之戰（1573年）
- 上櫻城之戰（日语：上桜城の戦い）（1573年）
- 第二次淀古城之戰（日语：淀古城#第二次淀古城の戦い）（1573年）
- 一乘谷之戰（1573年）
- 小谷城之戰（1573年）
- 長篠城救援戰（1573年）
- 尼子再興軍 (鳥取城之戰)（日语：尼子再興軍による鳥取城の戦い）（1573年）
- 若江城之戰（1573年）
- 越前一向一揆（1574年－1575年）
- 明知城之戰（日语：明知城の戦い）（1574年－1575年）
- 天神山城之戰（日语：天神山城の戦い）（1574年－1575年）
- 第一次高天神城之戰（1574年）
- 高屋城之戰（1575年）
- 長篠合戰（1575年）

原屬武田氏、位居要地長篠的奧平氏因倒向德川氏而被武田發兵征討，織田氏與德川氏組成的大軍馳援長篠城，在充分準備下與武田軍開戰。雙方死傷慘重，但兵力較少的武田軍幾近被毀滅、許多重臣陣亡，被迫撤退。此戰之後武田氏日漸衰退。
- 岩村城之戰（1575年）
- 渡川之戰（1575年）

長宗我部元親對一條兼定的戰役，是元親統一土佐國的關鍵一戰。
- 第一次黑井城之戰（日语：黒井城の戦い#第一次黒井城の戦い）（1575年－1576年）
- 七尾城之戰（1576年）
- 第一次木津川口之戰（1576年）
- 信長第一次紀州征伐（日语：紀州征伐#信長の紀州攻め）（1577年）
- 信貴山城之戰（1577年）

叛服無常的名將松永久秀響應第三次信長包圍網，織田氏少主織田信忠帶領織田家重臣進行討伐。松永久秀兵敗切腹。
- 手取川之戰（1577年）

上杉家與織田家之間的戰事。上杉家於上杉謙信當家時期唯一的一次與織田家戰鬥，但目前並沒有足夠有力史料證明真有此戰。
- 中國征伐（1577－1582年）
  - 竹田城之戰（日语：竹田城#竹田城の戦い）（1577年）
  - 上月城之戰（1578年）
  - 有岡城之戰（1578年－1579年）
  - 三木合戰（1578年－1580年）
  - 鳥取城之戰（1581年）
  - 備中高松城之戰（1582年）

織田氏家臣羽柴秀吉領軍攻略播磨、但馬、因幡、備前、備中、淡路等國的一系列戰事。因本能寺之變被迫撤軍。
- 御館之亂（1578年－1579年）
- 耳川之戰（1578年）

大友氏與島津氏為領地問題而爆發決戰。在此戰中，人數劣勢的島津軍使用釣野伏戰法大敗大友軍，使其幾乎全滅，此後大友氏一蹶不振。
- 第一次太田城之戰（日语：太田城_(紀伊国)#第一次太田城の戦い）（1578年）
- 石城合戰（日语：石城合戦）（1578年）
- 月岡野之戰（1578年）
- 第二次木津川口之戰（1578年）
- 第一次天正伊賀之亂（日语：天正伊賀の乱#第一次天正伊賀の乱）（1581年）
- 橫山城之戰（福知山城）（日语：福知山城#中世後期（横山城の戦い））（1579年）
- 第二次黑井城之戰（日语：黒井城の戦い#第二次黒井城の戦い）（1579年）
- 八木城之戰（日语：八木城_(丹波国)#八木城の戦い）（1579年）
- 花隈城之戰（1580年）
- 信長第二次紀州征伐（日语：紀州征伐#高野攻め）（1581年－1582年）
  - 第二次高天神城之戰（1581年）
- 第二次天正伊賀之亂（日语：天正伊賀の乱#第二次天正伊賀の乱）（1581年）
- 新發田之亂（1581年－1587年）
- 甲州征伐（1582年）

織田氏攻滅武田氏的一系列戰事。織田氏家督織田信忠拋棄信長穩紮穩打的戰略方針、成功造成武田家總崩。在軍勢總崩及眾叛親離之下，武田勝賴在天目山切腹自殺，名門武田氏至此滅亡。
- 魚津城之戰（1582年）

織田家重臣柴田勝家進攻越中的最後一場戰事。魚津城在本能寺之變後一日陷落，隨即接獲事變消息。勝家放棄剛攻下的魚津城等城池回到近畿，但此時光秀已被秀吉擊破。
- 本能寺之變（1582年）

日本史最重大的一次叛變，直接改變日本往後發展走向。接近統一全日本的織田信長準備前往中國地方支援羽柴秀吉的戰事而投宿於京都本能寺，在集結兵力前遭到重臣明智光秀背叛包圍於本能寺。天下人織田信長與其繼承人織田信忠一同切腹、織田家崩解。明智光秀的叛變緣由至今不明，諸說有。
- 山崎之戰（1582年）

本能寺之變後，羽柴秀吉聞訊後立刻與毛利氏和解趕回織田領(中國大返還)，並對明智光秀進行討伐。明智光秀叛變過於突然、事變後沒能確保周遭勢力靠向明智家，最後敗於羽柴秀吉，在逃亡途中被村民落武者狩。此戰後秀吉確立自己在織田家中的主導權、擁立仍是幼兒的織田秀信，一步步侵吞織田家業。
- 神流川之戰（1582年）

後北條氏得知信長死於本能寺之後，出兵進攻剛接手關東方面事務的織田重臣瀧川一益。一益欲趕回近畿參與織田家務，中計深入遭到大敗。織田家喪失關東地方所有領地。
- 天正壬午之亂（1582年）

本能寺之變後，在甲斐、信濃、上野一帶爆發的一系列戰事，德川氏、上杉氏、後北條氏皆出兵爭奪領地。最後德川氏併吞甲斐和大部分信濃、伺機獨立的真田家在真田昌幸的謀略之下成功維持所領。
- 加治田、兼山合戰（1582年）
- 第一次十河城之戰（日语：十河城#第一次十河城の戦い）（1582年）
- 中富川之戰（1582年）

長宗我部元親趁著織田家剛發生本能寺之變，進攻阿波國的十河存保，藉此擴張領土。
- 八日町之戰（1582年）
- 賤岳之戰（1583年）

清州會議後，擁立信長三子織田信孝的柴田勝家和擁立信忠幼子織田秀信的羽柴秀吉對立、升溫後爆發戰事，勝家戰敗切腹。此後大部分織田舊領為羽柴家所侵吞、僅留下一部份給原主。
- 北庄城之戰（日语：北ノ庄城の戦い）（1583年）
- 引田之戰（日语：引田の戦い）（1583年）
- 小牧、長久手之戰（1584年）
  - 岩崎城之戰 (1584年)（日语：岩崎城の戦い）（1584年）
  - 竹鼻城之戰（日语：竹ヶ鼻城の戦い）（1584年）
  - 蟹江城合戰（日语：蟹江城合戦）（1584年）
  - 末森城之戰（1584年）

新一代天下人羽柴秀吉視德川家康為威脅、而家康和信長次子織田信雄聯手與之對抗。家康於一系列戰事中挫敗秀吉、但秀吉和信雄單獨談和，失去大義名分的家康也只得跟秀吉議和。雖然戰後家康臣服於秀吉，但此戰所取得的政治地位為家康日後稱霸的遠因之一。
- 沖田畷之戰（1584年）

龍造寺氏當家龍造寺隆信遣大軍攻打臣服島津氏的有馬氏。島津‧有馬聯軍利用濕地地形設伏、龍造寺軍一見兵力差懸殊輕敵，龍造寺隆信本人與多位重臣戰死。此戰後島津氏稱霸九州。走向衰敗的龍造寺氏由重臣鍋島直茂掌握實權，日後被德川氏允許奪取主家。
- 第二次十河城之戰（日语：十河城#第二次十河城の戦い）（1584年）
- 紀州征伐（日语：紀州征伐）（1585年）
  - 千石堀城之戰（日语：千石堀城#千石堀城の戦い）（1585年）
  - 第二次太田城之戰（日语：太田城_(紀伊国)#第二次太田城の戦い）（1585年）
- 四國征伐（1585年）
  - 天正之陣（1585年）

為了統一日本，羽柴秀吉向四國的長宗我部元親勸降但遭到拒絕，於是發兵攻打剛剛統一四國的元親。由於雙方兵力過於懸殊，豐臣大軍輕易擊潰長宗我部軍，迫其投降。
- 越中征伐（1585年）

羽柴秀吉派兵攻打越中的織田舊臣佐佐成政。
- 第一次上田城之戰（1585年）

天正壬午之亂後，德川北條之間的議和牽涉真田家，真田昌幸不滿、遂傾向與德川敵對的上杉。家康發兵欲討伐昌幸，被昌幸玩弄於股掌之間大敗而歸。
- 人取橋之戰（1586年）
- 豐薩合戰（1586年）
  - 岩屋城圍城戰（1586年）
  - 戶次川之戰（1587年）
- 九州征伐（1587年）
  - 根白坂之戰（日语：根白坂の戦い）（1587年）

豐臣秀吉討伐稱霸九州的島津氏的一系列戰役。島津氏無視秀吉所發布的惣無事令，接連討滅有馬氏、降伏龍造寺氏、侵攻大友氏，引來秀吉關注。島津歲久主張臣服、但島津義久不願意，持續進攻大友氏，秀吉遂組織聯軍討伐島津氏。戰後島津氏降伏於秀吉，島津歲久轉為主戰派吸引秀吉注意後自害、一併清除了剩餘主戰派。
- 肥後國人一揆（日语：肥後国人一揆）（1587年）
- 大崎合戰（1588年）
- 十五里原之戰（1588年）

上杉家武將本庄繁長為幫助其次子大寶寺義勝奪回庄內地方而與最上氏交戰。
- 摺上原之戰（1589年）
- 小田原征伐（1590年）
  - 忍城之戰（日语：忍城の戦い）（1590年）

豐臣秀吉號召聯軍討伐關東後北條氏的一系列戰役。由於後北條氏與真田氏的調解問題，北條氏政、北條氏直父子被要求上洛、同時北條家臣豬俁邦憲無視惣無事令進攻真田氏於上野的領地之事也被要求說明。北條對於豐臣秀吉的命令並不服從，且另外發兵進攻宇都宮氏，秀吉遂號召聯軍征討。最後小田原城糧盡開城、北條氏政與數位重臣被下令切腹。戰後奧羽地方各大名臣服，豐臣秀吉完成百年戰亂以來的全國統一。
- 奥州仕置（1590年）
- 和賀・稗貫一揆（日语：和賀・稗貫一揆）（1590年－1591年）
- 葛西大崎一揆（1590年－1591年）
- 九戶政實之亂（1591年）

豐臣秀吉政權下在日本國內最後一戰，奧州仕置後部份被除封的東北大名群起反抗豐臣政權，而南部家的九戶政實乘機起兵反抗當主南部信直及奧州仕置，後來南部信直向秀吉請求援軍，討滅政實。
- 文祿・慶長之役（1592－1598年）

甫統一日本的豐臣秀吉發動大軍征伐朝鮮，欲增加可以給大名加封的領地。朝鮮向明朝求援。
- - 文祿之役（1592年－1593年）
    - 釜山鎮之戰（1592年）
    - 多大浦之戰（1592年）
    - 東萊城之戰（1592年）
    - 尚州之戰（1592年）
    - 彈琴臺之戰（1592年）
    - 玉浦海戰（1592年）
    - 泗川海戰（1592年）
    - 臨津江之戰（1592年）
    - 唐浦海戰（1592年）
    - 唐項浦海戰（1592年）
    - 平壤之戰（1592年）
    - 閑山島海戰（1592年）
    - 釜山浦海戰（1592年）
    - 第一次晉州之戰（1592年－1593年）
    - 幸州山城之戰（1593年）
    - 碧蹄館之戰（1593年）
    - 第二次晉州城之戰（1593年）

日軍第一次入侵朝鮮半島，初期十分順利，直到明朝援軍進入後戰事陷入膠著狀態。最終雙方和談。
- - 慶長之役（1597－1598年）
    - 漆川梁海戰（1597年）
    - 南原之戰（1597年）
    - 黃石山城之戰（日语：黄石山城の戦い）（1597年）
    - 稷山之戰（1597年）
    - 鳴梁海戰（1597年）
    - 第一次蔚山城之戰（1598年）
    - 順天城之戰（1598年）
    - 第二次蔚山城之戰（1598年）
    - 泗川之戰（1598年）
    - 露梁海戰（1598年）

因豐臣秀吉對明朝的態度不滿，日方再度發兵朝鮮。此戰雙方仍陷入膠著。戰事途中豐臣秀吉在國內病逝，日方遣使和談。
- 庄内之亂（日语：庄内の乱）（1599年）
- 關原之戰（1600年）

日本歷史中規模最大的內戰。在豐臣秀吉和五大老的前田利家死後，德川家康開始進行一連串政治操作試探各大名底線。五奉行的石田三成認為必須剷除家康以保豐家天下，遂號召反德川大名組成聯軍征討家康。因主將地理位置，三成方為西軍、家康方為東軍。
- - 會津征伐（1600年）

會津上杉氏重臣直江兼續撰文斥責德川家康屢屢越線的行為，是為「直江狀」。家康發兵征討會津，途中石田三成舉兵，家康遂折返向西進發。為關原一系列戰事的開端。
- - 伏見城之戰（1600年）

西軍欲搶先掌控京都一帶而進攻伏見城。伏見城為秀吉親自設計的堅城、防禦紮實，西軍主力因此延誤，預計以美濃為中心的戰線後退至關原的原因之一。
- - 田邊城之戰（日语：田辺城の戦い）（1600年）
  - 白石城之戰（日语：白石城の戦い）（1600年）
  - 淺井畷之戰（1600年）
  - 河田木曾川渡河之戰（1600年）
  - 米野會戰（1600年）
  - 岐阜城之戰（日语：岐阜城の戦い）（1600年）
  - 安濃津城之戰（日语：安濃津城の戦い）（1600年）
  - 八幡城合戰
  - 第二次上田城之戰（1600年）

德川家康的繼承人德川秀忠率軍由中山道進發，途中路過西軍真田昌幸領地。遲遲未證明自身將帥之才的秀忠欲展現自身實力而選擇攻城，被昌幸玩弄於股掌之間，也因此秀忠隊沒有趕上關原決戰。決戰之後，家康對於昌幸屢次挫敗德川家有所忌憚，將昌幸與其次子真田幸村流放至九度山。
- - 大津城之戰（日语：大津城の戦い）（1600年）
  - 長谷堂城之戰（1600年）
  - 石垣原之戰（日语：石垣原の戦い）（1600年）
  - 杭瀨川之戰（1600年）

石田三成家臣島左近為了提振西軍士氣而對東軍陣地發動攻擊，為關原之戰的前哨戰之一。
- - 關原之戰（1600年）

關原之戰本戰。兩軍在美濃關原遭遇，雙方兵力差距不大、在佈陣上普遍認為西軍具優勢。起初西軍稍微佔優勢，但在德川家康的事前政治操作之下，西軍吉川廣家阻擋毛利隊下山、西軍小早川秀秋向西軍大谷吉繼進攻、西軍右翼幾支部隊也跟著寢返至東軍，隨後西軍開始崩潰，在半天之內決出勝負。西軍重要將領大谷吉繼、島左近等多名將領戰死，石田三成、小西行長、安國寺惠瓊等人經過追捕後被處刑、宇喜多秀家被流放至八丈島
- - 大垣城之戰（日语：大垣城の戦い）（1600年）
  - 岩崎一揆（1600年－1601年）
  - 佐和山城之戰（1600年）
  - 松川之戰（日语：松川の戦い）

## 江戶時代（1603－1867）
- 山代慶長一揆（1608年）
- 大坂之陣（1614－1615年）

成為新的天下人之後，德川家康成為新任幕府將軍，但是前政權的豐臣氏仍保有巨量財富和難攻不落的大坂城。對此，家康為排除一切可能威脅，希望能剷除豐臣家。
- - 大坂冬之陣（1614年）

家康以方廣寺鐘銘事件為由向豐臣家宣戰。已經難以反抗德川的豐臣家為了避免滅亡，決定以重金聘請浪人武士參陣。一系列戰事之後，德川方進逼大坂城，真田信繁在大坂城南方弱點處築起真田丸，以致大坂城在普通的攻城戰中毫無死角。久攻不落之下，家康決定向大坂城以佛朗機炮(國崩し)射擊。大坂城天守閣被砲擊所命中，豐臣秀賴的母親淀殿十分害怕，主導和德川方和談。德川方在和談後假裝不注意，額外填平了大坂城的壕溝和護城河，使大坂城成為裸城。
- - 大坂夏之陣（1615年）

家康要求秀賴解雇浪人眾並離開大坂移封四國。豐臣方不同意，遂再次發兵討伐豐臣家。在一系列戰事後，豐臣方死傷慘重、多名主要將領陣亡，家康再次進逼大坂城，在大坂城南方平原進行最終決戰。浪人眾一度希望秀賴親自出陣提振士氣，但被淀殿所阻止。雖然真田信繁和毛利勝永最後的決死突擊一度使德川本陣潰敗、把家康逼入絕境，但仍然未能斬殺家康。最後秀賴和淀殿母子於城內自盡、年僅八歲的國松丸遭處死，豐臣朝臣家名斷絕。
- 島原之亂 1637-1638年

德川幕府初期的大型一揆，觸動到德川家光到九州親征，可說是對基督教的戰鬥。
- 薩英戰爭（1863年）

因生麥事件，英國向薩摩藩報仇，派出軍艦炮轟薩摩藩所在地的鹿兒島。
- 下關戰爭（1864年）

長州藩封鎖馬關海峽，阻止外國船隻通過。四國列強（英國、法國、美國、荷蘭)組織聯軍，強行重開海峽，與長州守軍發生激烈衝突。
- 禁門之變（1864年）

長州藩為了控制京都政局，向京都進軍。被京都守護職為首的幕府軍擊敗，將長州勢力逐出京都。
- 長州征伐（1864－1866年）

- 第一次長州征伐（1864年）

因長州藩在禁門之變中向京都御所開炮，成為朝敵，幕府組織諸藩向長州進軍。長州藩內部分裂成親幕的俗論派及倒幕的正義派，俗論派打敗正義派並控制長州政局後，向幕府投降。
第二次長州征伐（1866年）
長州正義派的高杉晉作起兵叛亂，擊敗俗論派控制下的長州藩政府。幕府為了消滅倒幕的正義派，再次向長州進軍。長州藩最終戰勝幕府，幕府以孝明天皇去世為藉口退兵。

## 近代（1867年至今）
- 戊辰戰爭（1868－1869年）

以薩摩藩、長州藩為首的討幕派對江戶幕府發動的討伐戰爭，也是近代日本“建國”的統一戰爭。戰事爆發後，因幕府軍向天皇御錦旗開火，使德川慶喜為首的幕府軍成為「朝賊」，德川慶喜與新政府談判後放棄抵抗(江戶開城)，幕府勢力急轉直下，之後政府軍又贏得了東北戰爭，幕府最後的殘餘勢力在北方組織政權(蝦夷共和國)，但亦在箱館戰爭中遭到擊潰。最後政府軍贏得全面性勝利，成功將“天皇”權威推展至全國每一處土地。
- 西南戰爭（1876年）

日本近代史上最後一次內戰。西鄉隆盛與部分華族不滿權益的削減越過能接受的底線，帶領薩摩官兵對明治政府宣戰，明治政府軍出兵九州。開戰之初西鄉軍佔上風，相繼攻佔多處重鎮，但政府軍在數場激戰中擊潰兵力劣勢的西鄉軍。最後西鄉隆盛認為大勢已去，自害身亡。
- 甲午戰爭（1894年－1895年）

日本近代史首次境外大規模作戰。起因於朝鮮內亂，支持新黨的日本出兵鎮壓亂事，卻與支持舊黨的滿清發生衝突，之後清軍增援，雙方於陸地海上正式開戰。海陸戰役日軍皆大勝清軍，並佔領清軍北洋艦隊主基地威海衛，清軍投降。雙方於和戰之間簽訂《馬關條約》，戰事結束。
- 八国联军战役 日本作為八國聯軍之一出兵跟清軍和義和團交戰。
- 日俄戰爭（1904－1905年）

是日本和俄羅斯帝國為爭奪在朝鮮半島和中國東北地區利益而引發的戰爭，自1904年2月8日日本海軍夜襲旅順港外俄羅斯艦隊(仁川海戰)開始，至1905年5月27日的對馬海峽海戰為止，雙方至9月1日簽署休戰議定書停戰，10月14日締結日俄《朴茨茅斯和約》，結束戰爭，日本獲得勝利，得到了中國東北的控制權力與穩固對朝鮮的統治，而俄羅斯帝國從此衰敗，進而在1905年發生俄國革命。
- 第一次世界大戰（1917－1918年）

- 九一八事變（1931年）

中日史上第五次大規模軍事衝突。1931年日本關東軍以柳條湖事件為由，發動進攻推翻了中國東北的軍閥，並佔領整個滿州。因中國當時正處於國共一次內戰時期，在國民政府主張的攘外必先安內和針對與日本縮小衝突的相關綏靖政策等政策下，避免駐守於東北的國民革命軍與日軍正面衝突，從而採用邊打邊退的，直至全員撤退至長城之內。不久，關東軍以復興滿清為由，說服溥儀回到東北並建立了滿州國。
- 一二八事變（1931－1932年）

又稱為第一次上海事變。因在上海租界的日僑受到排日人士的襲擊，日方遂出兵上海，迫使國民政府一度遷都洛陽。此戰中、日雙方各投入大量部隊參戰，導致戰事陷入膠著。最後，雙方簽訂協議，日軍自上海撤退。
- 第二次世界大戰（1937－1945年）

日本在二戰中作為軸心國成員，同時出兵中國、東南亞和太平洋，進攻勢如破竹，在各戰線取得重大的成果。但隨著美國參戰，日方在中途島戰役被重挫後逐漸不敵美國強大的國力與軍事力，而自各地節節敗退。最後在日本持續絕死抵抗的情況下，美國將原子彈投放於長崎、廣島。日本承受過大傷害，宣布投降，由美國為首的聯合國接收管理。依區域的不同，日軍參與的戰事可分成下列三個部分。
- 中日戰爭（1931－1945年）

日本大規模入侵中華民國。戰事之初日軍連戰告捷，幾乎完全佔領中國東半部國土，迫使國民政府遷都重慶以換取應對時間。之後戰事陷入膠著，中國在戰爭後期於美方支援下重建軍力，逐漸收復部分領土，並馳援緬甸戰事。最後美國動用原子彈，日本宣布投降，中國境內戰事隨之結束。
- 太平洋戰爭（1941－1945年）
  - 中途島海戰(1942年)

日本海軍進攻中途島，希望奪取對美國戰事的主導權。但是在戰事開始時密碼被美國破解，日本航空母艦主力遭到重挫，集結日本最菁英飛行員的一航戰、二航戰全滅，海軍名將山口多聞拒絕他艦救援與飛龍號一同葬身海底。此戰被視為太平洋戰爭的轉捩點，喪失大量主力飛行員和航空母艦的日本在此戰之後對美國節節敗退。
- - 馬里亞納海戰(1944年)

人類歷史目前為止最大規模的航空母艦對決。日本僅存的大型航空戰力遭到毀滅性打擊，大鳳號、翔鶴號等大型航空母艦被擊沉。此戰由於日本在戰爭後期，飛行員已經無法進行良好品質的訓練便匆匆投入戰場，導致被美國飛行員嘲笑「像在進行傳統的射火雞比賽」而有「馬里亞納射火雞大賽」之名。
- - 雷伊泰灣海戰(1944年)

人類歷史目前為止最大規模的海戰。日本最後能夠投入實戰的四艘航空母艦全滅。
- - 坊之岬海戰(1945年)

日本最後一次大型海戰。以大和號為主力對美國進行最後的特攻。大和號在此戰沉沒後，日本已經無法再組織大規模海戰。
- - 台北大空襲(1945年)

美國在二戰末期對臺灣進行的一次大規模空襲，雖然是對台灣全島進行轟炸，但以台北大空襲最為人所知。日本當時已經沒有任何對空能力，只能想辦法讓民眾疏散躲藏。
- 大東亞戰爭（1941－1945年）
- 海湾战争（1991年）
- 伊拉克战争（2003－2011年）

日本二战后第一次与北约国家和美国共同参与入侵伊拉克的行动。
- 2001年阿富汗战争（2001－2021年）
- 顿巴斯战争（2014 - 2017年）
- 2022年俄罗斯入侵乌克兰（2022年－）